# Humber
Pour les articles homonymes, voir Humber (homonymie).
Le Humber est un grand estuaire maritime de la côte est du Nord de l'Angleterre situé entre les comtés traditionnels du Yorkshire, au nord, et du Lincolnshire, au sud. C'est l'embouchure commune des rivières Ouse et Trent.
Le Humber est un des principaux estuaires d'Angleterre. Placé au premier plan d'un point de vue géographique, il fut également le théâtre d'une histoire riche, qui remonte aux temps des Anglo-Saxons puis connut l'âge d'or du Yorkshire. Il servit de débouché maritime à l'Angleterre de la révolution industrielle, et garde aujourd'hui encore un important poids économique.

## Étymologie
Le nom de l'estuaire apparaît pour la première fois à l'époque des Anglo-Saxons sous les formes Humbre (datif anglo-saxon) et Humbri (génitif latin). « Humber » peut se rapprocher de certains toponymes du Herefordshire ou du Worcestershire : Humber Brook et Humber Court. Le radical humbr- pourrait signifier "fleuve" dans une langue indigène qui était parlée dans l'Angleterre préceltique, mais il est fort probable que le nom soit de même origine que celui du Northumberland, soit des Sicambres établis en tant que Lètes au sud du mur d'Hadrien aux IIe et IIIe siècles
Le Humber est parfois nommé River Humber, à tort, puisque le terme anglais river ne saurait s'appliquer à un estuaire. Humber River est à la fois grammaticalement et géographiquement inexact.
Une légende médiévale, rapportée dans l'Historia Regum Britanniae de Geoffroy de Monmouth, prétend que le fleuve fut nommé en mémoire de Humber le Hun (en) qui, dans une tentative d'invasion, s'y serait noyé.
Le Humber a été par le passé connu sous le nom de Abus, par exemple dans La Reine des fées (The Faerie Queene en anglais) d'Edmund Spencer. Ce nom est en mentionné par Ptolémée dans sa Géographie comme Fl. Abi (grec ancien : Ἄβος), latinisé comme Abus.

## Géographie
Le Humber se forme au confluent des rivières Ouse et Trent, au niveau des Trent Falls, à Faxfleet (en). Il s'écoule ensuite vers l'Est sur environ 25 km puis vers le Sud-Est sur 35 km, pour aller se jeter dans la mer du Nord entre Cleethorpes, sur la rive sud, et Spurn Head, une longue et étroite presqu'île, au nord.
Il arrose successivement (notamment) :
- Brough, sur la rive nord, en aval de la jonction au Canal de Market Weighton (en) ;
- de part et d'autre, North Ferriby et South Ferriby, où la rivière Ancholme (en) le rejoint ;
- Barton-upon-Humber puis New Holland, sur la berge sud ;
- Kingston-upon-Hull, sur le rivage nord, où la rivière Hull le rejoint ;
- Immingham puis Grimsby, sur la rive sud.

Il forme la limite physique qui marque la frontière entre les comtés du East Riding of Yorkshire, sur la rive nord, et du North Lincolnshire et du North East Lincolnshire, au sud.
Il est traversé, depuis 1981, par le pont du Humber, qui joint Hessle, au nord, à Barton-sur-Humber, au sud.
Les ports sur l'estuaire de Humber sont Hull, Grimsby, Immingham et New Holland.

### Zone marine
Le Humber donne son nom à la zone marine de la mer du Nord située face à son embouchure.
La zone Humber actuelle fut définie en 2002 par le SMDSM dans le cadre du découpage Metarea. Elle se situe dans la région Metarea I, sous responsabilité du Royaume-Uni. Elle reprend le tracé exact de la zone précédente, établie le 1er août 1984 afin d'harmoniser le découpage de la mer du Nord entre les pays riverains. Cette zone s'est appelée autrefois Silver.
La zone Humber est limitée par :
- la côte anglaise entre les parallèles 54°15' N et 52°45' N ;
- le parallèle 52°45' N, entre la côte anglaise et la côte néerlandaise (4°40' E) ;
- le méridien 4°40' E, entre la côte néerlandaise (52°45' N) et 53°35' N de latitude ;
- une ligne joignant les points 53° 35′ N, 4° 40′ E et 54° 15′ N, 4° 00′ E ;
- et le parallèle 54°15' N, entre 4° E de latitude et la côte anglaise.

Elle est bordée par les zones :
- Tamise, au sud ;
- German, à l'est ;
- Tyne, au nord, entre la côte anglaise et 0°45' E de longitude ;
- et Dogger, au nord au large de 0°45' de longitude.

## Histoire

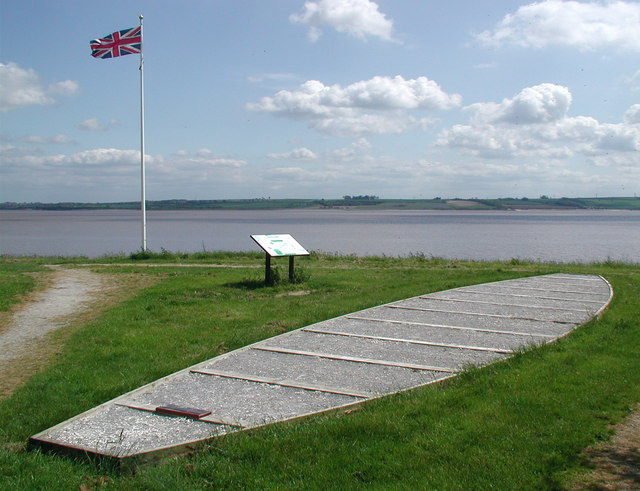
Mémorial en l'honneur de E V Wright (1918-2001) à l'endroit de la découverte des Bateaux de Ferriby.

La présence humaine est ancienne, en effet c'est dans le Humber, à côté de North Ferriby, que furent découverts les plus anciens navires en planches d'Europe, les Bateaux de Ferriby datant de l'âge du bronze.
Au Haut-Moyen-Âge, à l'époque des Anglo-Saxons, le Humber formait une frontière importante, séparant la Northumbrie des royaumes méridionaux. En effet le terme anglo-saxon Norðhymbre signifie littéralement « les gens au nord du Humber ».
Ce royaume donna son nom au comté de Northumberland dont il n'occupe toutefois qu'une portion septentrionale et n'intègre plus l'estuaire, Celui-ci constitue toujours traditionnellement la limite entre l'Angleterre du Nord et celle du Sud.
Au remplacement des comtés historiques en 1889, le Humber se trouva bordé par les comtés administratifs de Yorkshire de l'Est et de Lindsey. Lors du remembrement de 1974, un seul comté, le Humberside fut créé autour de l'estuaire. En 1996, le Humberside fut divisé entre l'autorité unitaire de Hull et les trois comtés non-métropolitains de Yorkshire de l'Est, de Lincolnshire du Nord et de Lincolnshire du Nord-Est, qui bordent aujourd'hui le Humber.

### Fortifications
En 1914, deux fortifications, les Humber Forts, ont été construites au beau milieu de l'estuaire (Haile Sand Fort et Bull Sand Fort). Ils furent bâtis au début de la Grande Guerre afin de défendre l'entrée de l'estuaire. Ils ont été établis à 18 mètres au-dessus de l'eau avec un diamètre de 25 mètres. Leur capacité d'accueil s'élevait à 200 soldats. Comme leur construction dura 3 ans, ils furent terminés presque en même temps que la guerre. Ils restèrent dissuasifs durant la Seconde Guerre mondiale, et furent la cible de nombreuses attaques aériennes. Ils étaient au cœur d'un réseau mis en place pour empêcher les sous-marins ennemis de remonter le fleuve jusqu'à Hull ou Grimsby.
Haile Sand Fort se situe près de la rive du Lincolnshire, sur la ligne de basses eaux entre Cleethorpes et Humberston.
Bull Sand Fort se trouve à 2,5 km des côtes de Spurn Head. C'est un ouvrage de maçonnerie de quatre étages, couvert de 30 cm de blindage et armé de quatre canons de 15 cm, construit avec beaucoup de difficulté du fait que le banc de sable qui le supporte est à 3 m sous le niveau de l'eau à marée basse. Ce fort est aujourd'hui administrativement dans le Yorkshire de l'Est. Un projet envisage aujourd'hui de le convertir en centre de désintoxification pour drogués.
Le fort Paull, bâti sur la terre ferme, défendait directement la ville de Hull. Il est aujourd'hui reconverti en musée de la guerre.

## Formation
Quand le niveau de la mer était inférieur, pendant la période glaciaire, le Humber était un fleuve d'eau douce qui pouvait couler sur plus de 50 km selon le niveau de la mer avant d'atteindre la mer, ou de rejoindre la Wash River, un grand estuaire situé entre le Norfolk et le Lincolnshire, aujourd'hui englouti par la mer du Nord pour former le golfe du Wash.

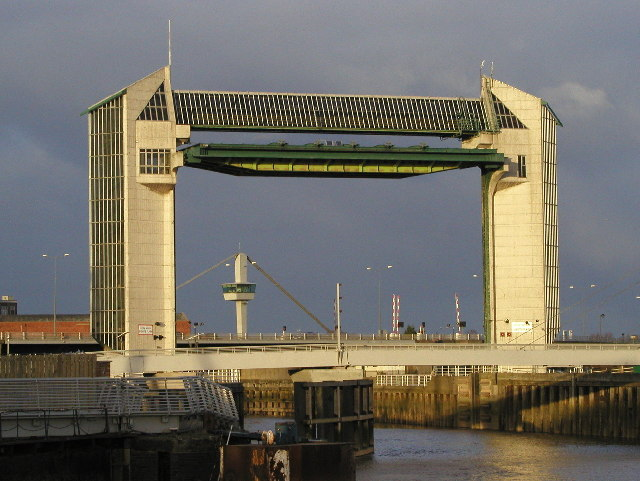
Barrière anti-marée.

## Hydrologie[3]
Le Humber, avec ses canaux tributaires et ses affluents (dont les rivières Hull, Ancholme, Derwent, Ouse et Trent), étend son bassin versant de 24 750 km2, soit près de 20 % de la superficie totale de l'Angleterre. Il constitue ainsi la plus grande source d'eau douce que la Grande-Bretagne déverse dans la mer du Nord.
L'estuaire est largement soumis à la marée qui remonte parfois assez loin dans ses affluents. Cela peut provoquer un phénomène de mascaret dans les rivières tributaires, notamment dans l'Ouse et la Trent (phénomène connu sous le nom d'Aegir). De plus, une barrière anti-marée est installée à l'embouchure de la rivière Hull pour protéger la ville de Hull des grandes marées.
D'une largeur d'un kilomètre et demi environ au confluent d'origine, il s'écoule en s'évasant doucement sur deux légers méandres, dans sa première partie : le premier coude se situe au niveau de Brough et le second vers Ferriby. Au large de South Ferriby, le fleuve baigne une île très proche de la rive sud : Read's Island. Légèrement en aval de Hull, l'estuaire s'oriente vers le Sud-Est et s'élargit progressivement.
En face de Grimsby, la côte du Yorkshire se creuse d'une grande baie de hauts-fonds vaseux (Trinity Sand), faisant atteindre au Humber près de 15 km de large entre la rive du Lincolnshire et Kilnsea (en). Cependant, il se forme, entre cette baie et la mer du Nord, une étroite bande de sable et de rochers, poussés par un courant marin qui longe la côte du Yorkshire en direction du sud. De ce fait, cette corne marine, du nom de Spurn Head, réduit la largeur de l'embouchure du Humber de 6 km.
Les rives du Humber et les terres environnantes sont quasiment plates, excepté à l'endroit où l'estuaire traverse une crête calcaire peu élevée, entre North et South Ferriby, la divisant entre les Wolds du Yorkshire et ceux du Lincolnshire. L'érosion causée par le fleuve et la mer sur les plaines du Yorkshire près de son embouchure altère constamment son rivage. Beaucoup d'anciens villages ont disparu entièrement. C'est le cas notamment de Ravenspurn, port autrefois représenté au parlement sous Édouard Ier, et site du débarquement Bolingbroke, futur Henri IV d'Angleterre, en 1399. La ville, qui se trouvait à la pointe du Spurn, fut sans doute détruite peu après.
Les eaux saumâtres de l'estuaire sont boueuses et naturellement troubles, mais relativement peu polluées. Elles sont lourdement chargées en sédiments, à la fois fluviaux et marins, comme l'argile arrachée du littoral de Holderness. Entre les marées, ces alluvions se déposent en bancs de sable et de vase sur de vastes étendues. Ceux-ci forment des îlots semi-permanents le long des côtes, des dunes de sable et de petits lagons.
La navigation dans l'estuaire n'est pas a priori aisée malgré sa largeur, du fait de nombreux bancs de sable. Un bateau phare, le Spurn, était d'ailleurs chargé de les signaler autrefois. Aujourd'hui un long et profond chenal de 35 km permet l'arrivée de ferrys depuis la mer jusqu'à Hull. Plus en amont de la ville, les hauts-fonds (parfois exposés à marée basse) ne permettent toujours que le passage de plus petites embarcations.
La circulation navale est encadrée par des bouées et des feux. Ceci permet au Humber de tenir son rang de route commerciale de première importance. L'estuaire donne également accès au port de Goole, situé sur l'Ouse un peu en amont du confluent avec la Trent. De nombreux canaux relient le Humber au bassin industriel du Yorkshire du Sud, et la Trent ouvre une large voie de communication vers les Midlands.

### Traversée
Les hommes ont traversé le Humber depuis longtemps déjà. Aux temps romains, un bac était en service entre Winteringham et Brough, continuant le parcours de la voie Ermine Street. Au XIIe siècle, différents services reliaient Barton à Brough, Barton à Hessle et South Ferriby à North Ferriby.
En 1316 fut mis en place un bac entre Barton et Hull, lorsque la ville reçut sa charte de franchise d'Édouard II. Il devint le point de traversée le plus important du fait qu'il était sur la route principale de Lincoln à Barton Waterside puis à Hessle et vers le nord. Ce service fut très utilisé par la famille royale lors de ses voyages vers Cottingham et York. Le bac Barton - Hull garda sa position prédominante pendant plusieurs années mais une « guerre des bacs » lui fut néfaste. Le bac officiel de la Royal Charter se heurta alors à une âpre concurrence avec la Public Opinion. Les deux compagnies tentaient de combattre les coûts élevés de la traversée, jusqu'à ce que la Public Opinion ne réussisse plus à maintenir sa compétitivité.
En 1803, Tommy Dent lança une petite compagnie de bac dans une crique en face de Hull, qui était une façade pour pratiquer la contrebande, particulièrement de gin de Hollande (d'où le village de New Holland tire son nom). C'était le début de ce qui devait devenir un trajet très prisé. Le service New Holland — Hull commença en 1826, en concurrence direct avec le service Barton — Hull. La compagnie de New Holland gagna en popularité lorsque les cars London Mail déplacèrent leur terminus de Barton à New Holland.
Dès 1845, la compagnie de chemins de fer Great Grimsby and Sheffield Junction Railway avait pris le contrôle des bacs, et comme la concurrence entre les deux services était trop grande, le bac de Barton fut fermé en 1851. New Holland développa alors la liaison majeure entre Lincolnshire et Yorkshire pour le transport de passager, de bétail et de marchandises vers le marché de Hull.
En 1968 exista un éphémère service d'aéroglisseurs : le Minerva et le Mercury furent brièvement utilisés entre l'embarcadère de Hull (Hull Pier) et les docks de Grimsby à partir du 17 février 1968 ; la traversée prenait une heure de moins que par le bac et coûtait seulement 50 pence à l'usager ; mais comme ils souffraient régulièrement d'avanies techniques, ils furent abandonnés le 21 octobre 1968.
Les nombreux services successifs de traversée en différents endroits de l'estuaire du Humber, notamment entre New Holland et Hull depuis les années 1820, s'arrêtèrent définitivement le 24 juin 1981, avec l'ouverture du pont du Humber à la circulation. Les transports en commun pour traverser le Humber furent alors mis en place, avec le service de bus 350, qui partit pour la première fois à 11 h 15 le même jour depuis Scunthorpe.

#### À pied
En août 2005, Graham Boanas, originaire de Hull, est la première personne à traverser avec succès le Humber à pied depuis la période romaine, en profitant de la marée basse et sa taille de 2,06 m. Le voyage a commencé sur la berge nord à Boothferry (en), 4 heures plus tard, il était sur la berge sud à Whitton. L'exploit a été fait pour l’œuvre de charité DebRA, dédié au traitement de l'épidermolyse bulleuse.

#### À la nage
La traversée du Humber en nageant est un exercice traditionnel parmi les nageurs sportifs de la région. Le 26 août 1911, Alice Maud Boyall, championne de natation de Yorkshire, à l’âge de 19 ans, devient la première femme connue à réaliser la traversée. Elle traversa l’estuaire de Hull à New Holland en 50 minutes, seulement 6 minutes de plus de la meilleure performance masculine que l'époque.

## Économie
La trop grande largeur de l'estuaire a longtemps empêché l'unification du développement économique entre les deux rives. Ce fut l'une des raisons de la construction du pont. L'idée d'un pont au-dessus du Humber remonte à plus d'un siècle avant le projet final et sa construction. Sa mise en service a stimulé la croissance industrielle et commerciale de la zone. Il fut construit à 8 km en amont de Hull, entre Hessle et Barton-sur-Humber.
L'activité économique autour du Humber se fait grâce aux complexes industriels tels que l'industrie chimique, les centrales électriques, les raffineries de pétrole. L'ensemble des ports de l'estuaires (dont Hull, Grimsby et Immgham) réalise environ 14 % du commerce international du Royaume-Uni. Le port fluvial de Goole, situé à peu près à 75 km de l'embouchure, doit son essor à la création de canaux, tandis que la croissance originelle des ports principaux était essentiellement due au rail.

## Écologie
Les vastes bancs de sable et vasières laissés par les sédiments à marée basse constituent l'habitat de la riche faune du Humber. Des millions d'invertébrés forment le premier maillon d'une chaîne alimentaire aux espèces variées. Plus en amont, lorsque la salinité décroît, des roselières denses bordent l'estuaire. Le cours d'eau abrite une grande diversité de biotopes naturels et sauvages allant des prés salés riches en salicornes aux bancs de sable submergés. De nombreux poissons et oiseaux, notamment migrateurs, vivent dans l'estuaire.
Site Natura 2000.
Réserve ornithologique du Spurn.